# ルネ2世 (エルブフ侯)
ルネ2世・ド・ロレーヌ＝ギーズ（René II de Lorraine-Guise, 1536年8月14日 - 1566年12月14日）は、フランスの貴族。フランスの上級貴族ギーズ公爵家の一員で、エルブフ侯爵（1550年 - 1566年）。スコットランド王ジェームズ5世妃マリー、ギーズ公フランソワ、ロレーヌ枢機卿シャルル、オマール公クロード2世の弟。

## 生涯
ギーズ公及びオマール公クロード1世とヴァンドーム伯フランソワの娘であるアントワネット・ド・ブルボンの間の末息子として生まれた。
長姉マリーが王妃となっていたスコットランドの大使を務めた。
1555年2月3日にアルクール女伯ルイーズ・ド・リュー（1531年 - 1570年頃）と結婚し、間に1男1女の子女をもうけた。
- マリー（1555年 - 1605年頃） - 1576年11月10日にジョアンヴィルにおいてオマール公シャルル1世と結婚[3]
- シャルル（1556年 - 1605年）[4] - エルブフ公